# 조애나 크루파
조애나 크루파(폴란드어: Joanna Krupa, 1979년 4월 23일 ~ )는 미국의 모델, 배우로 폴란드 바르샤바 출신이다.